# نیکوتینامید ریبوزید
نیکوتینامید ریبوزید (انگلیسی: Nicotinamide riboside) یا به اختصار NR، نوع جدیدی از پیریدین نوکلئوزید از ویتامین ب۳ است که به‌عنوان پیش ساز نیکوتین‌آمید آدنین دی‌نوکلئوتید و فرم اکسیدشدهٔ آن یعنی +NAD عمل می‌کند.

## شیمی
وزن مولکولی این ماده ۲۵۵٫۲۵ گرم بر مول و وزن نمک کلرید آن ۲۹۰٫۷۰ گرم بر مول است. در نتیجه هر ۱۰۰ گرم از کلرید نیکوتینامید ریبوزید حاوی ۸۸ گرم نیکوتینامید ریبوزید است.

## مطالعه بالینی در انسان
تاکنون ۵ کارآزمایی بالینی در انسان برای بررسی بی‌خطری این ماده صورت گرفته‌است. در یکی از این مطالعات، نیکوتینامید ریبوزید را در ترکیب با تروستیلبن تجویز کردند و در چهار مطالعهٔ دیگر، نیکوتینامید ریبوزید به تنهایی تجویز شد.
در نخستین کارآزمایی بالینی منتشر شده، بی خطری و فارماکوکینتیک تک‌دوز NR بررسی شد. از آن پس، دوزهای زیاد دارو (تا ۲٬۰۰۰ میلی‌گرم در روز) را به مدت ۱۲ هفته تجویز کرده‌اند. نتایج این مطالعه‌ها نشان داد که NR می‌تواند سطح +NAD و برخی متابولیت‌های آنرا در خون و برخی سلول‌های تک‌هسته‌ای آن به‌شدت بالا ببرد.
در یک کارآزمایی بالینی ۱۲ هفته‌ای در مردان چاق مقاوم به انسولین، که دوزِ ۲٬۰۰۰ میلی‌گرم در روز را دریافت داشتند، NR بی‌خطر بود اما حساسیت به انسولین را بیشتر ننمود و متابولیسم گلوکز در بدن را بهبود نبخشید. در یک کارآزمایی دیگر که ترکیب ۲۵۰ میلی‌گرم نیکوتینامید ریبوزید به همراه ۵۰ میلی‌گرم تروستیلبن تجویز شد، سطح +NAD در بالغین مسن بالا رفت.